# Sporobolus robustus
Sporobolus robustus är en gräsart som beskrevs av Carl Sigismund Kunth. Sporobolus robustus ingår i släktet droppgräs, och familjen gräs. Inga underarter finns listade i Catalogue of Life.